# Texas, Our Texas
Texas, Our Texas (en español: Texas, nuestro Texas) es el himno regional del estado estadounidense de Texas, adoptado a fines de la década de 1920 como canción oficial del estado y readoptado en 1993.

## Historia
Fue escrita en 1924 por William J. Marsh, nacido en Liverpool, Reino Unido, y emigrado a Texas de joven, y Gladys Yoakum Wright, de Fort Worth, Texas. Fue seleccionada como canción oficial del estado por una resolución concurrente de la Legislatura de Texas en 1929, tras un concurso estatal. También se consideraron canciones más antiguas, como «The Yellow Rose of Texas» y «Dixie», pero finalmente se decidió componer una nueva canción.
Aunque la canción se canta desde la 41ª legislatura en 1929,  fue adoptada oficialmente por la 73ª legislatura como canción estatal en 1993.
La canción suele interpretarse justo después del himno nacional con un despliegue de la bandera. En ausencia de la bandera, se espera que quienes estén presentes durante la interpretación miren hacia la música y actúen como si la bandera hubiera estado presente. 
La primera palabra de la tercera línea originalmente era "largest", pero cuando Alaska se convirtió en el estado más grande de los EE. UU. al ser admitido en los Estados Unidos en 1959, la palabra fue reemplazada por "boldest". 
Esta canción fue cantada en grupo por estudiantes de primaria en Texas al comienzo de sus clases escolares durante la década de 1950. Incluso en la década de 1990, esta canción todavía se cantaba antes de las clases en algunas escuelas, junto con el juramento a las banderas de Estados Unidos y Texas. 

## Letra

### Eninglés:
I

Texas, our Texas! All hail the mighty State!

Texas, our Texas! So wonderful so great!

Boldest and grandest, Withstanding ev'ry test;

O Empire wide and glorious, You stand supremely blest.

Coro:

God bless you Texas! And keep you brave and strong,

That you may grow in power and worth,

Thro'out the ages long.

II

Texas, O Texas! Your freeborn single star,

Sends out its radiance to nations near and far.

Emblem of freedom! It sets our hearts aglow,

With thoughts of San Jacinto and glorious Alamo.

III

Texas, dear Texas! From tyrant grip now free,

Shines forth in splendor your star of destiny!

Mother of heroes! We come your children true,

Proclaiming our allegiance, our faith, our love for you.

### Enespañol:
¡
Texas, nuestro Texas! ¡Saludad al poderoso Estado!
¡Texas, nuestro Texas! ¡Tan maravilloso, tan grande!
El más audaz y grandioso, resistiendo cada prueba ;
¡Oh, Imperio amplio y glorioso, te yergues supremamente bendecido!
Coro: 
¡Dios te bendiga, Texas! Y te mantenga valiente y fuerte,
para que puedas crecer en poder y valor, 
a través de los siglos.
¡Texas, oh Texas! Tu única estrella, nacida libre, irradia su resplandor a naciones cercanas y lejanas. ¡Emblema de libertad! Enciende nuestros corazones, con pensamientos de San Jacinto y el glorioso Álamo.

¡Texas, querido Texas! ¡Liberado del yugo del tirano, brilla con esplendor tu estrella del destino! ¡Madre de héroes! Venimos a ser tus hijos leales, proclamando nuestra lealtad, nuestra fe, nuestro amor por ti.